# Elaine Devry
Elaine Devry (, als Thelma Elaine Mahnken; * 10. Januar 1930 in Compton, Kalifornien; † 20. September 2023 in Grants Pass, Oregon) war eine US-amerikanische Schauspielerin.

## Leben
Devry begann im Alter von 15 Jahren als Fotomodell zu arbeiten. Mit 18 Jahren heiratete sie, die Ehe wurde nach vier Jahren geschieden. Sie zog daraufhin zu ihrer Mutter, die als Animatorin bei Disney in Hollywood arbeitete.  Dort lernte sie den zehn Jahre älteren Mickey Rooney kennen, den sie zwei Monate nach der Scheidung von ihrem ersten Mann ehelichte. Rooney verschaffte ihr 1954 ihre erste Spielfilmrolle in The Atomic Kid. 1959 wurde auch ihre zweite Ehe geschieden. In den 1960er Jahren trat sie als Gaststar in zahlreichen Fernsehserien auf, zudem war sie in einigen Spielfilmen zu sehen; darunter der Horrorfilm Tagebuch eines Mörders an der Seite von Vincent Price, der Western Geschossen wird ab Mitternacht neben James Stewart und Henry Fonda und die Doris Day-Komödie Der Mann in Mammis Bett.
In den späten 1970er Jahren kehrte Devry der Schauspielerei den Rücken. 1996 und 1999 war sie jeweils einmal noch als Schauspielerin aktiv. Ihr Schaffen umfasst mehr als 40 Produktionen für Film und Fernsehen.

## Filmografie (Auswahl)

### Film
- 1954: The Atomic Kid
- 1958: China Doll
- 1963: Tagebuch eines Mörders (Diary of a Madman)
- 1967: Leitfaden für Seitensprünge (A Guide for the Married Man)
- 1968: Der Mann in Mammis Bett (With Six You Get Eggroll)
- 1969: Wenn dich der Mörder küßt (Once You Kiss a Stranger...)
- 1970: Geschossen wird ab Mitternacht (The Cheyenne Social Club)
- 1971: Denkt bloß nicht, daß wir heulen (Bless the Beasts & Children)
- 1974: Herbie groß in Fahrt (Herbie Rides Again)

### Fernsehen
- 1960: New Orleans, Bourbon Street (Bourbon Street Beat)
- 1961: Surfside 6
- 1962: Hawaiian Eye
- 1962: 77 Sunset Strip
- 1962: Perry Mason
- 1965: Bonanza
- 1967: Lassie
- 1967: Bezaubernde Jeannie (I Dream of Jeannie)
- 1967: Polizeibericht (Dragnet)
- 1972: Cannon